# Françoise de Montglat
Françoise de Montglat, född 1550, död 30 april 1633, var en fransk hovfunktionär. Hon var guvernant till Frankrikes barn och som sådan guvernant till kung Henrik IV av Frankrikes barn.

## Biografi
Françoise de Montglat var dotter till Thibaut de Longuejoue och Madeleine Briçonnet. Hon gifte sig först med Pierre de Foissy och 1579 med hovfunktionären Robert de Harlay, baron de Monglat (1550–1607). Hon blev år 1601 utnämnd till guvernant till Frankrikes barn. Hon fick ansvaret för både Henrik IV:s legitima och utomäktenskapliga barn, som på kungens önskan uppfostrades tillsammans. Hon brevväxlade med sina forna elever då de blivit vuxna, och många av dessa brev är bevarade och utgör källor om samtiden. 